# アルフォンス・ド・ヌヴィル
アルフォンス・ド・ヌヴィル (仏: Alphonse de Neuville、1835年5月31日 - 1885年5月18日) はフランスの歴史画家、イラストレーター、軍人。自らも従軍した普仏戦争などの戦記を「愛国的」なスタイルで描いて人気を博した。

## 経歴

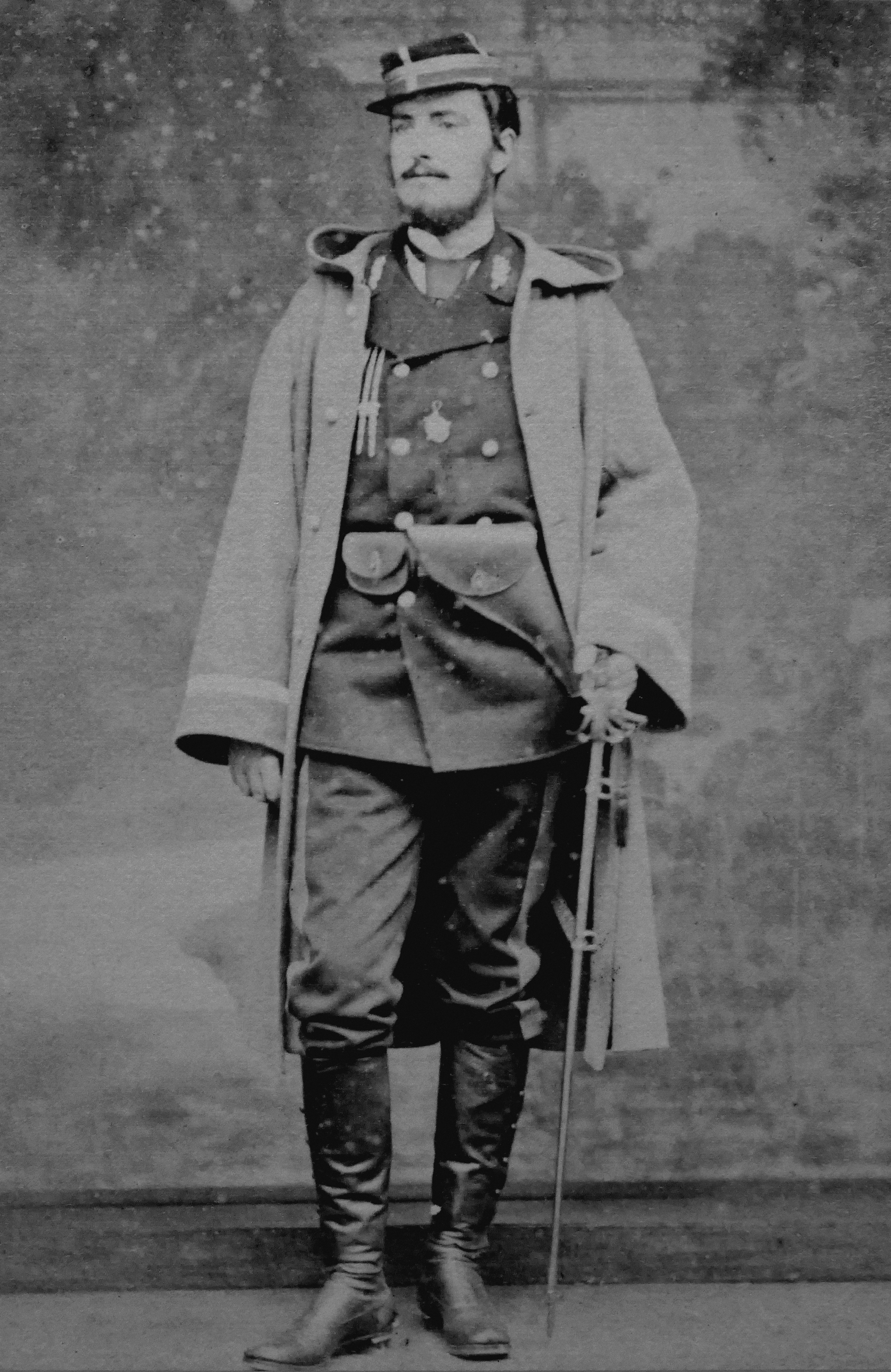
州兵姿のヌヴィル (1870年頃)

アルフォンス・ド・ヌヴィル（本名：Alphonse Marie Adolphe Deneuville）は1835年5月31日、フランス北部のサントメールにある裕福な商家に生まれた。彼は国民教育省のバカロレアの免状を取得したのち、家族の反対を押し切って、ロリアンの海軍水兵学校に入るが、1853年にこれを放棄してパリ国立高等美術学校に入学、フランソワ＝エドゥアール・ピコに師事して絵画を習った。1859年にはサロン・ド・パリに初出展し3等を受賞、ウジェーヌ・ドラクロワから助言と激励を受けた。1861年のサロンでもフランス帝国警備隊騎馬兵を描いた絵画でメダルを獲得した。
彼はエドゥアール・シャルトンが発行する旅行雑誌「ル・トゥール・デュ・モンド」や、マルスラン・ラ・ガルドが発行するニュース雑誌「イリュストラシオン・ユーロピエンヌ」、ジュール・ヴェルヌの小説などにイラストを寄稿したが、彼の希望は歴史画家になることだった。
彼は普仏戦争の勃発後、ベルヴィルとル・ブルジェのフランス国家警備隊の従軍画家として参戦した。のちに、人々は戦争の顛末を彼の絵画によって知ることとなる。彼は1881年から1883年にかけて、画家のエドゥアール・デタイユと協働して、シャンピニーの戦闘、およびマール＝ラ＝トゥールの戦闘のパノラマ画の制作に従事した。同年、彼はレジオンドヌール勲章の将校に任命された。
アルフォンス・ド・ヌヴィルは1885年5月18日に死去し、モンマルトル墓地の23区に埋葬された。なお、25年間連れ添った妻で女優のミミ・マルシャルはヌヴィルが没する前に舞台から引退している。1889年、彫刻家のフランシス・ド・サン＝ヴィダルによって彼の記念碑が作られた。しかし、1942年にヴィシー政権の非鉄金属動員令により供出されて鋳潰された。現存する記念碑はヴィダルが1894年に製作したもので、かつて画家が描いたサン＝プリヴァの墓地の門扉を表象している。また、パリ17区には1888年以降に命名されたアルフォンス・ド・ヌヴィル通りがある。

## 画風

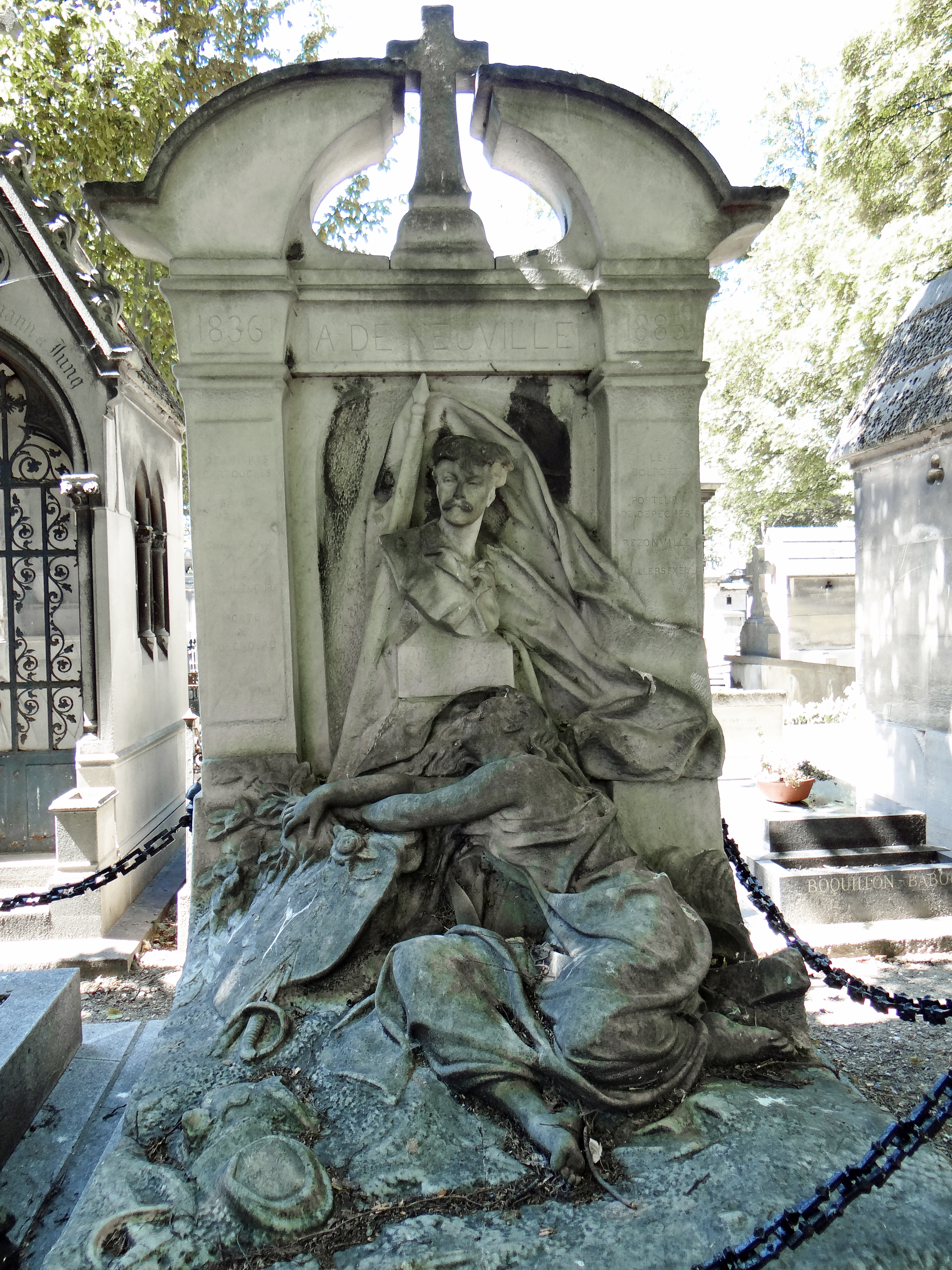
モンマルトル墓地の記念碑

「彼は劇的な戦争画家でした」とドイツ生まれのジャーナリスト、アルベルト・ヴォルフは述べている。
彼が描くところの血ぬられた戦いは、場面構成と真実の稀なる力で呼び覚まします。エドゥアール・デタイユのような非の打ちどころのない製図工でも、本来の意味での色彩画家でもありません。それにも関わらず、ド・ヌヴィルは軍隊に才能を捧げた最高の一人に数えられます。
彼が描いたモチーフには1870年の普仏戦争、クリミア戦争、ズールー戦争、兵士の肖像などがある。
彼の作品はしばしば愛国的と呼ばれる。普仏戦争についてヌヴィルはこう述べた。
私は、彼らが私たちに敬意を表してきたことで私たちの敗北を振り返りたいと思います。したがって、私は私たちの兵士とその指導者に尊敬の証を与え、将来への励ましを与えていると信じています。なんといっても、私たちはひどく敗北したわけではないので、それを示すことは良い事だと思います！（アルフォンス・ド・ヌヴィルから美術評論家のGustave Goestschyに宛てた書簡にて、1881年）
アルフォンス・ド・ヌヴィルの絵画作品はフランス軍事博物館、オルセー美術館、エルミタージュ美術館、メトロポリタン美術館などに収蔵されている。
彼のもっとも有名な絵画作品は『最後の弾薬』と題され、それはセダンの戦いの場面、戦闘中にアルデンヌのバゼイユの戦いにおいて敵に包囲された家のなかで、銃に最後の弾丸を装填する場面を描いたもので、画家にレジオンドヌール勲章をもたらした作品である。この絵は19世紀末に売りに出され、1960年に買い手が付き、この作品が描かれたまさにその土地にある「最後の弾薬の家」博物館に収められた。また、高さ15m、長さ120mにおよぶ『シャンピニーの戦い』のパノラマ画は65点に裁断されて1892年に競売にかけられ、いくつかは美術館に収蔵されている。イラストレーターとしての代表作にはジュール・ヴェルヌの「海底二万里」や「八十日間世界一周」、歴史家のフランソワ・ピエール・ギヨーム・ギゾーが1872年から1876年にかけて出版した「孫たちに語ったフランスの初期から1789年までの歴史」（全5巻）に描いた挿絵が挙げられる。

## ギャラリー

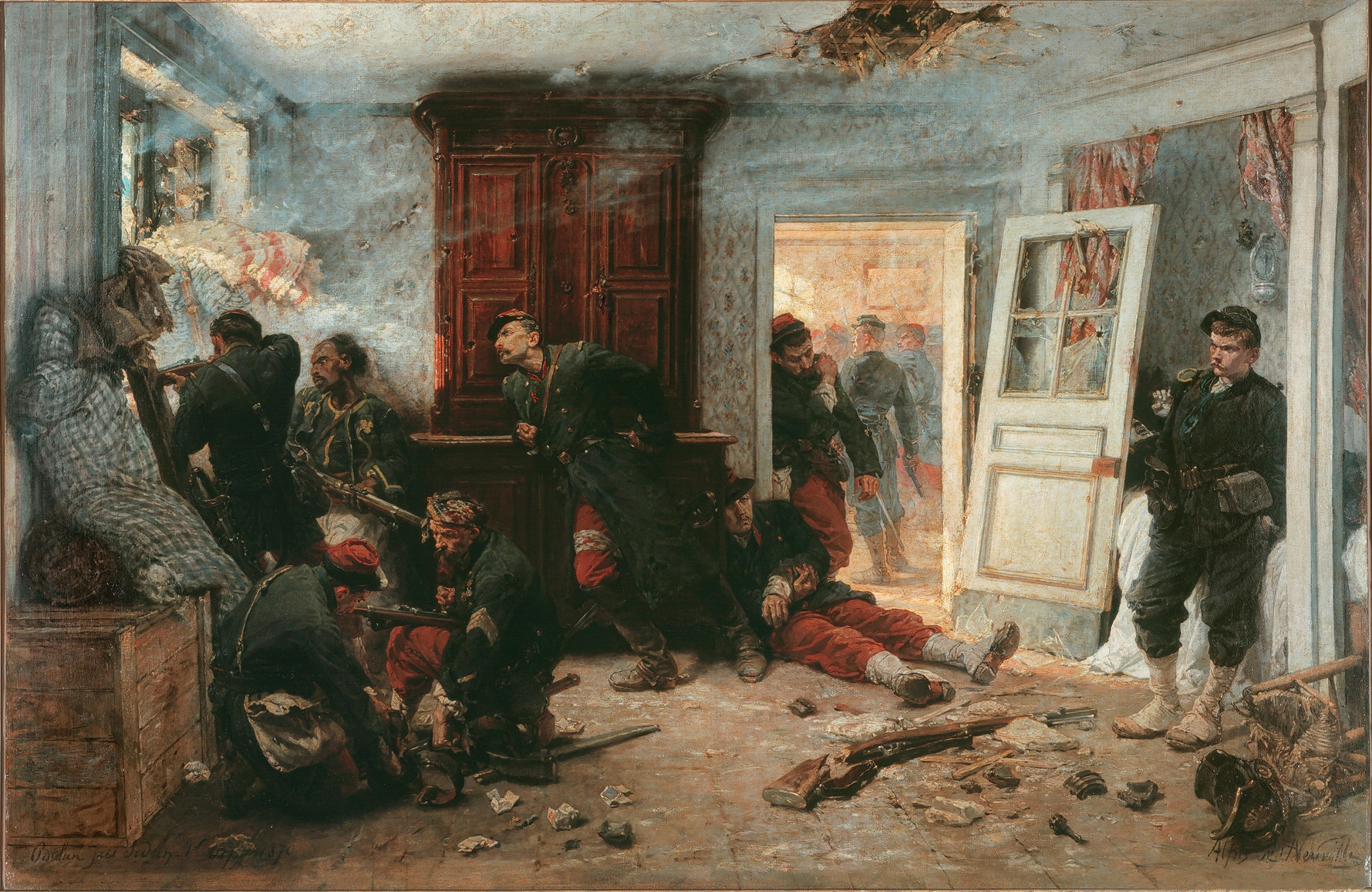
最後の弾薬
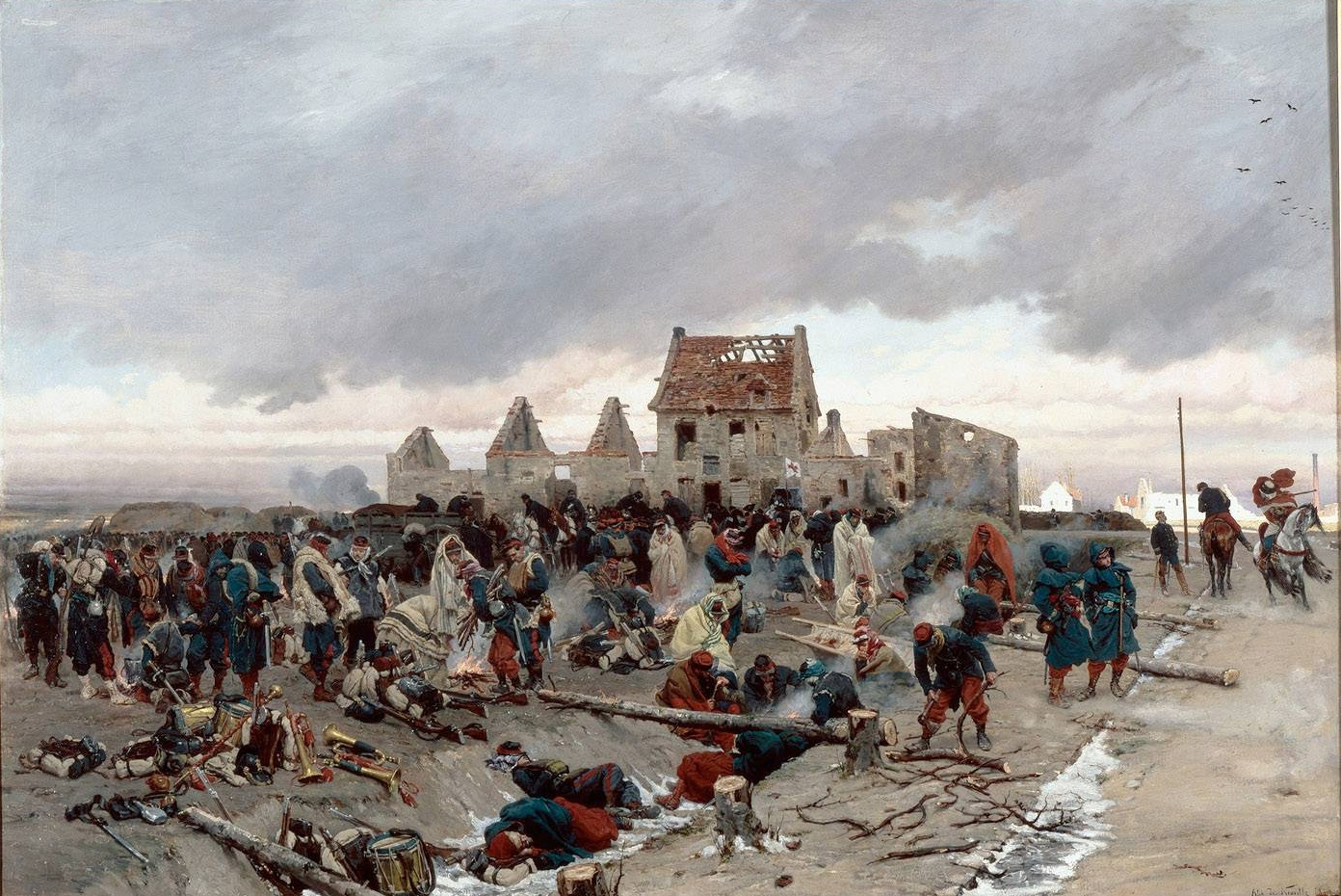
ブージュの戦いの後の野宿
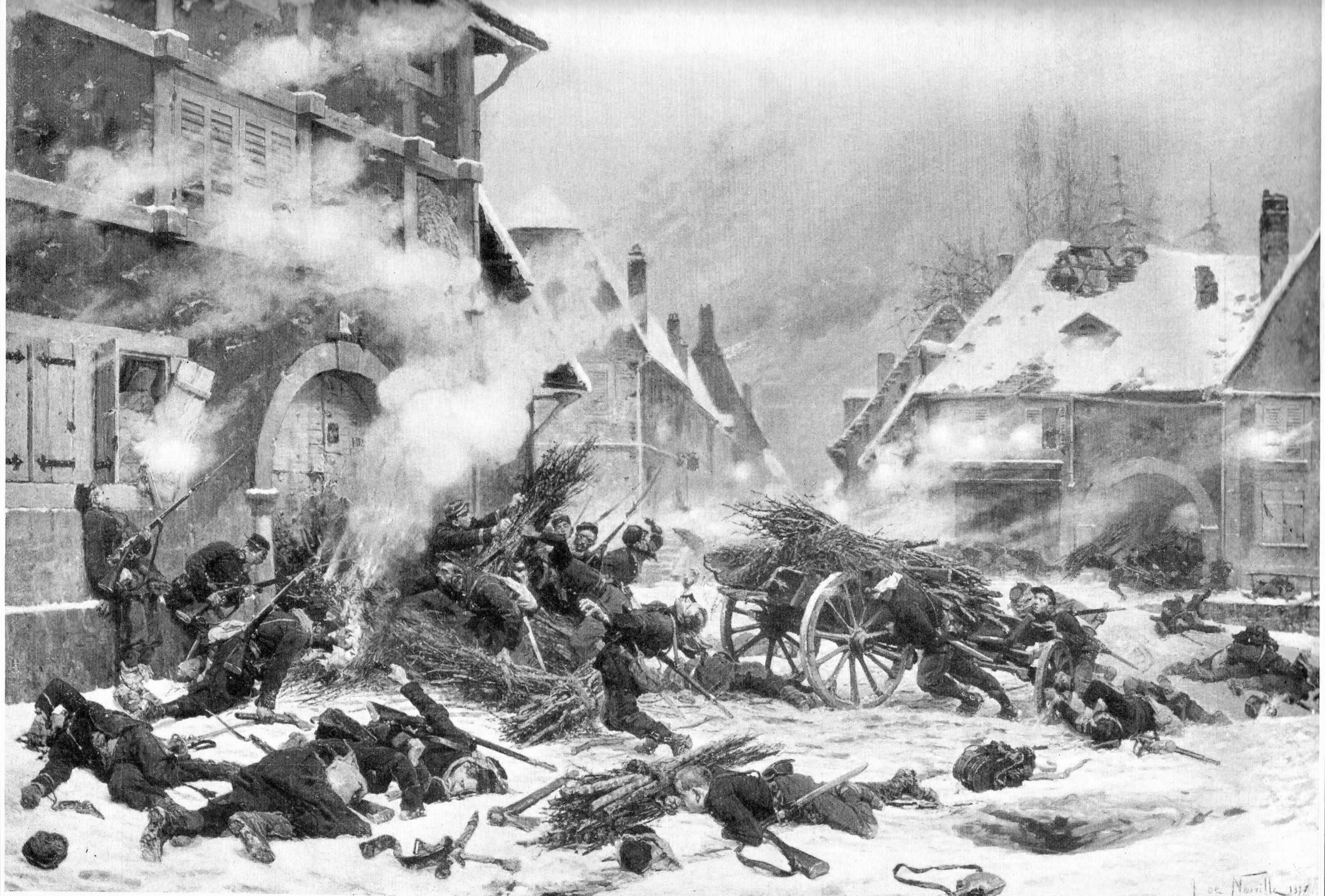
ヴィレキセルの戦い
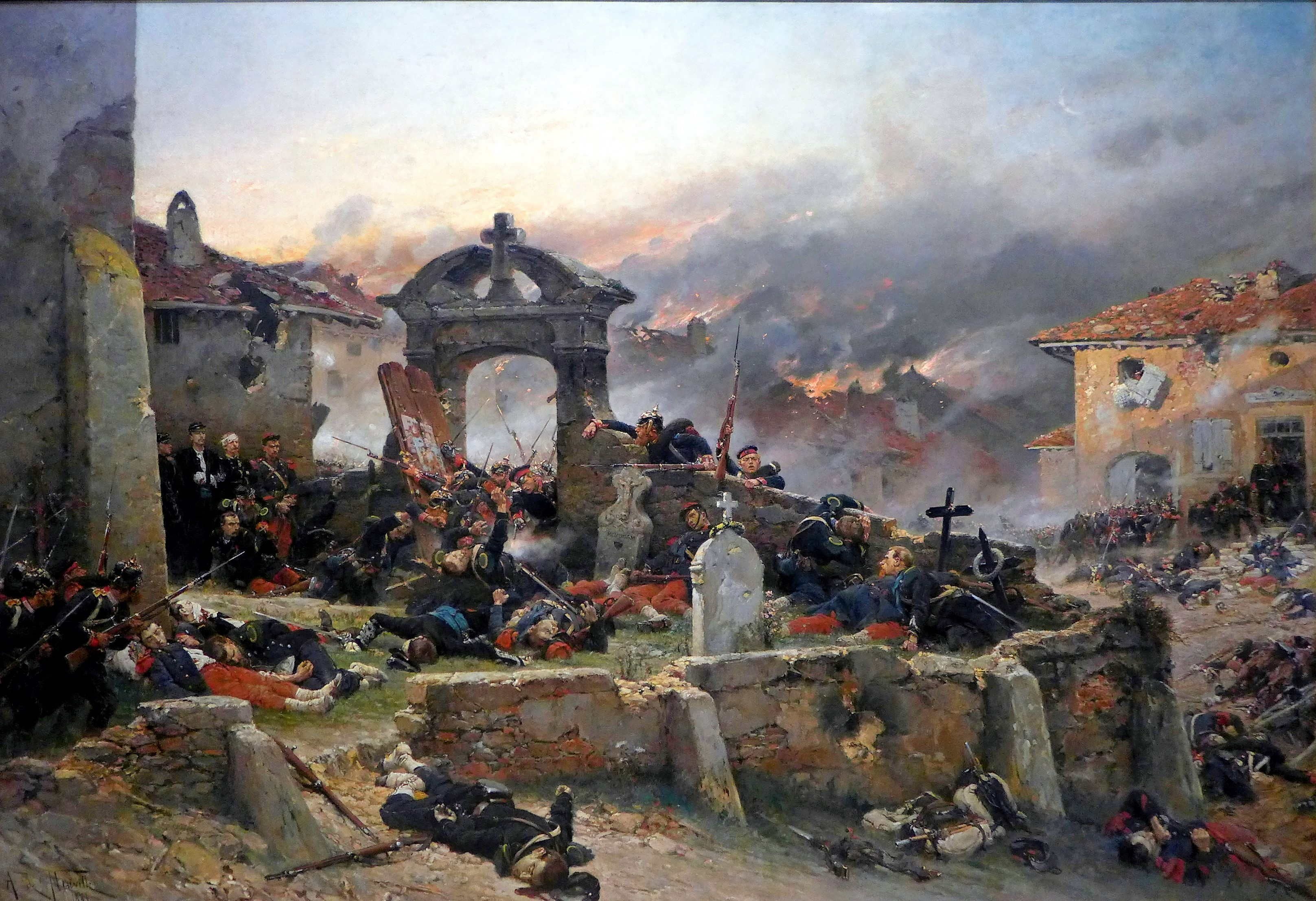
サン＝プリヴァの戦い
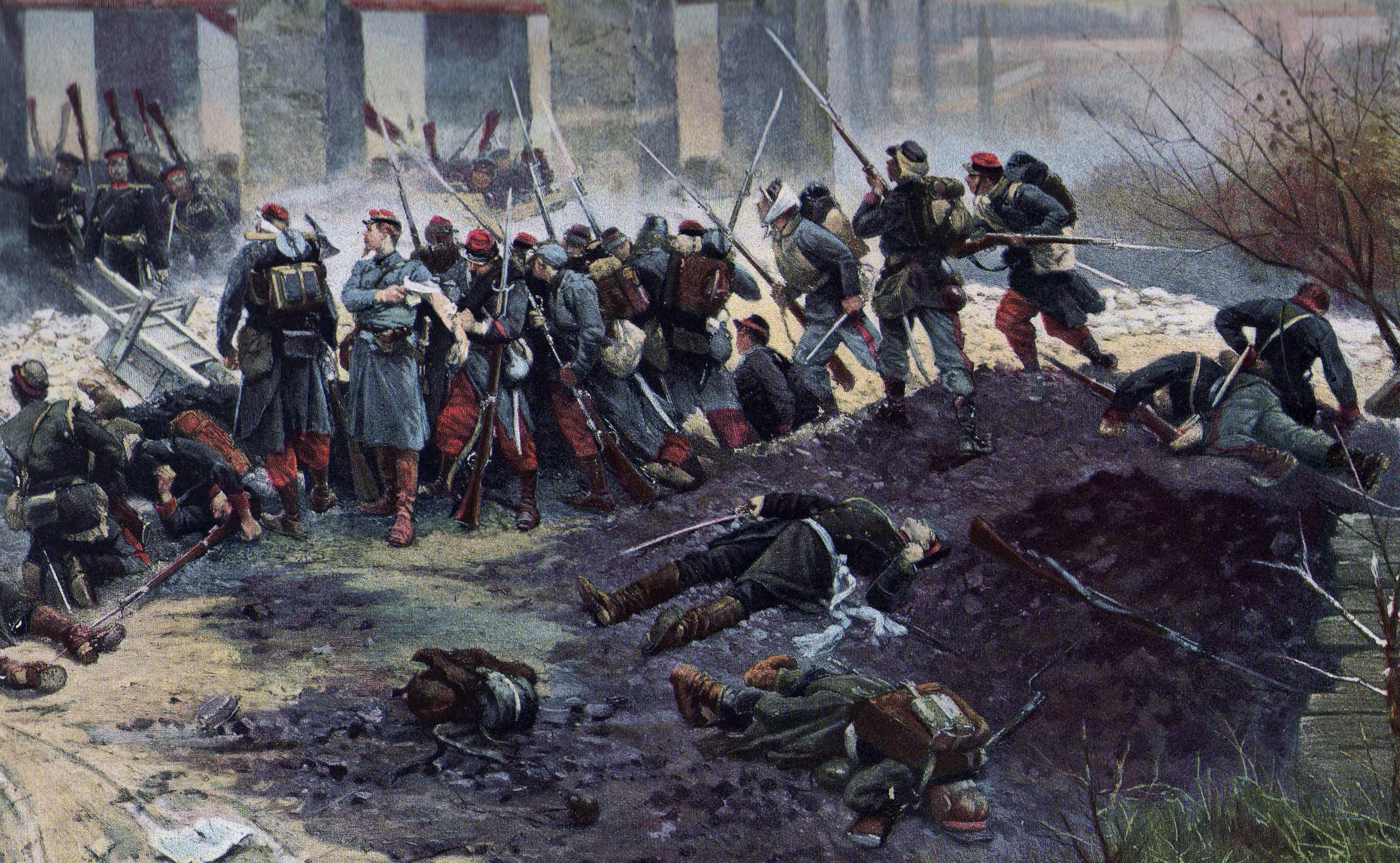
シャンピニーの戦い (部分)

『フランスの1789年までの歴史』挿絵
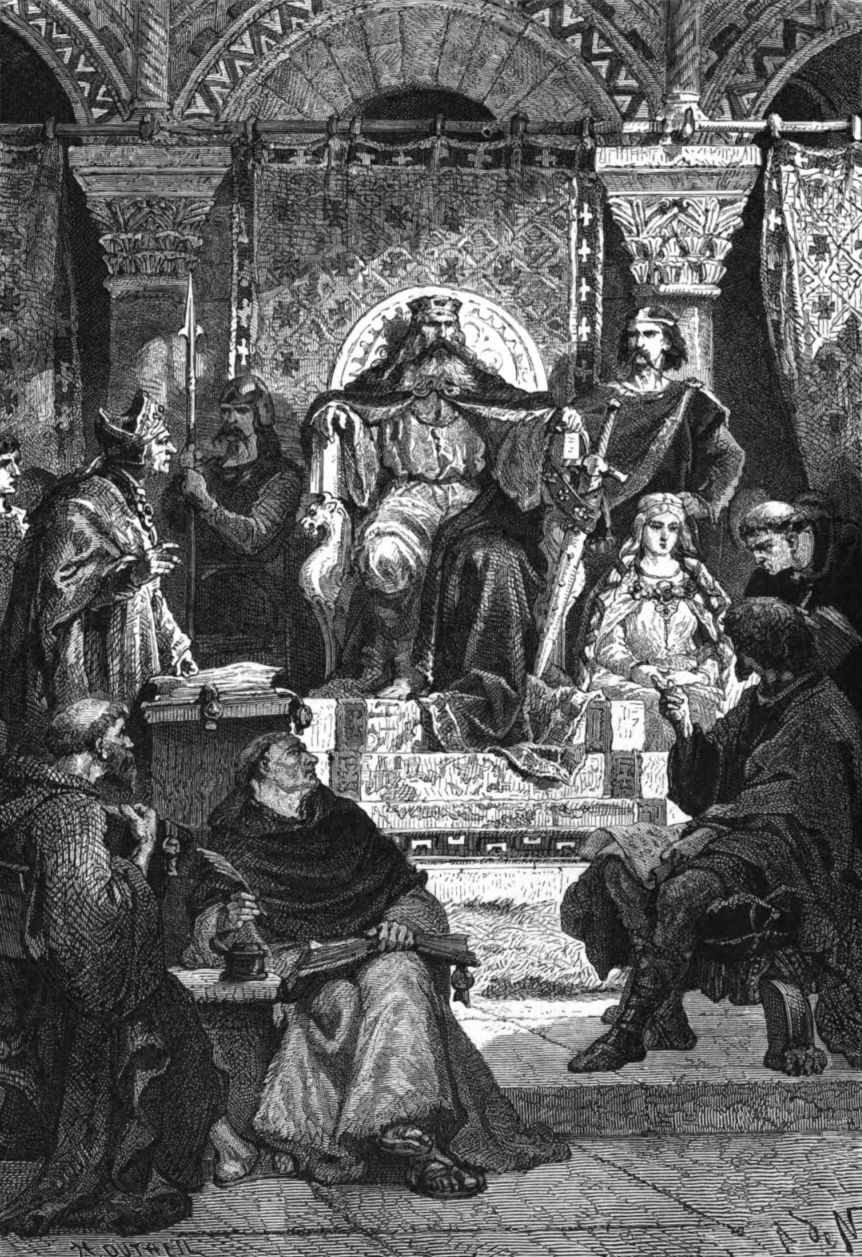
パラタインアカデミーを率いるシャルルマーニュ
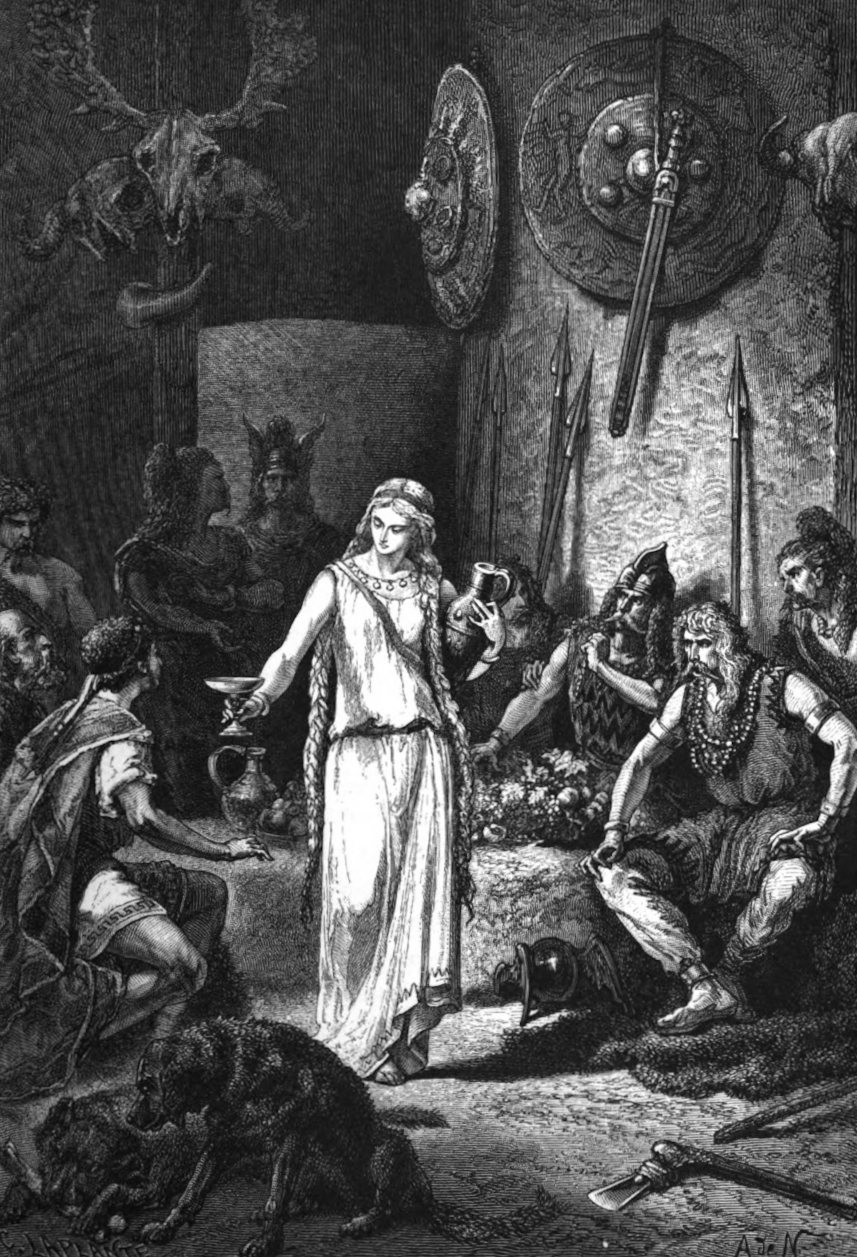
ジプティスとプロティスの伝説 (マルセイユの創設神話)
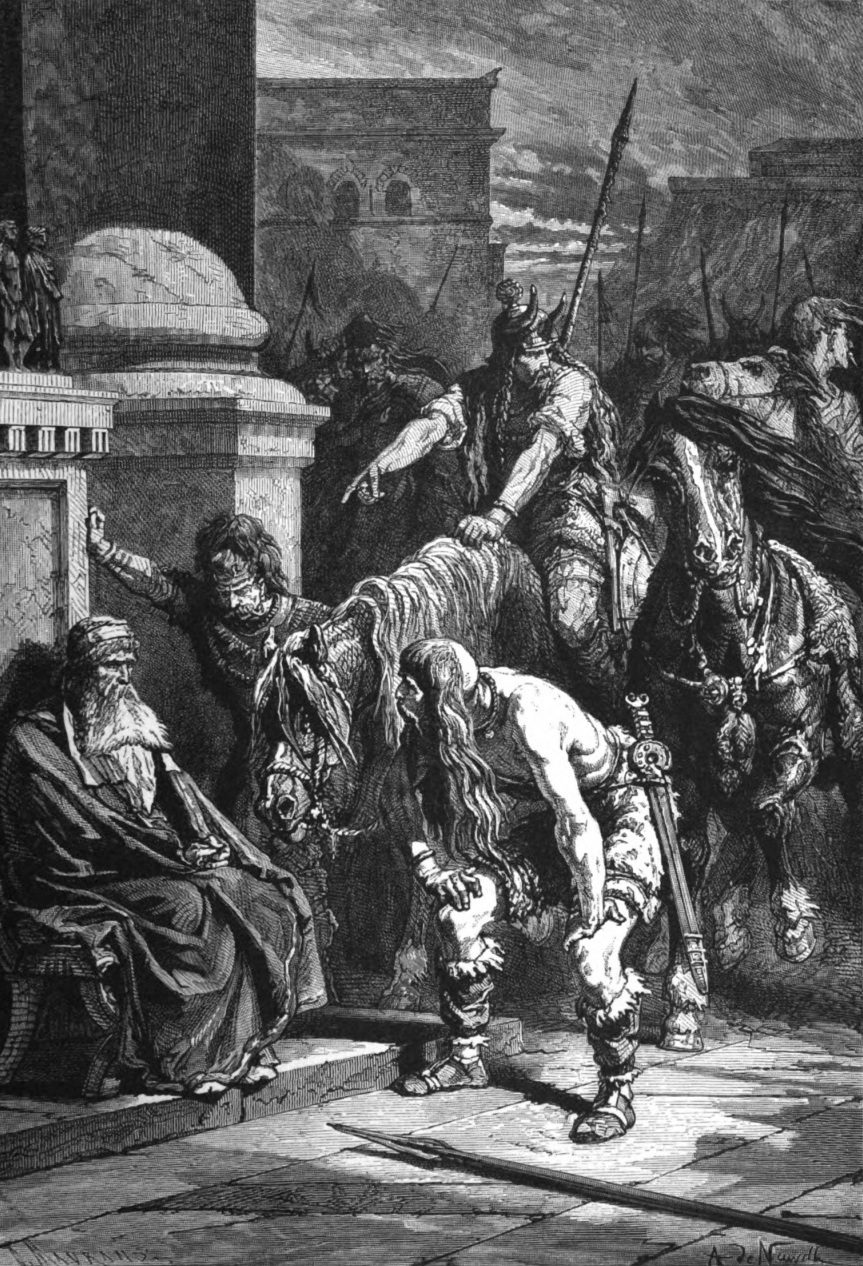
紀元前390年のローマ略奪
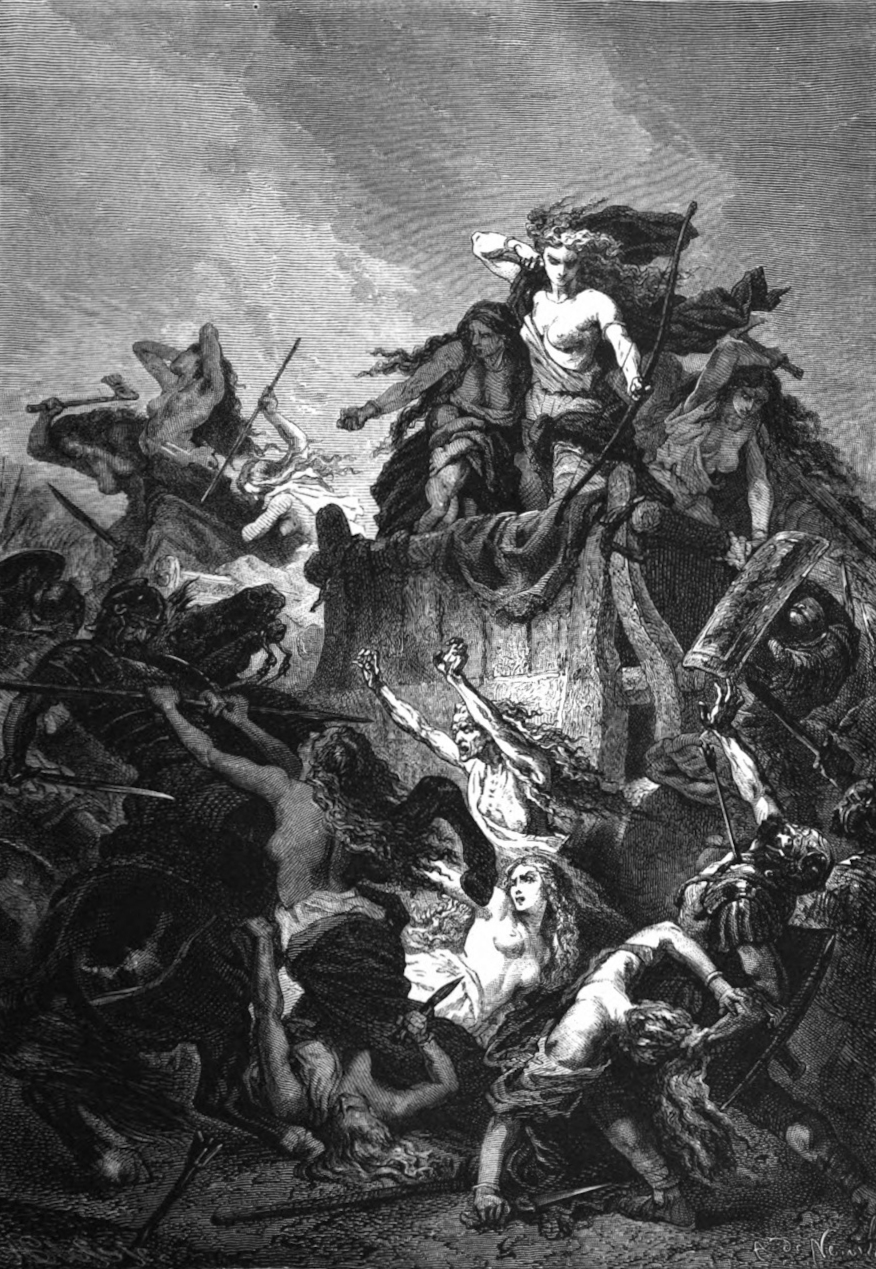
アクアエ・セクスティアエの戦い
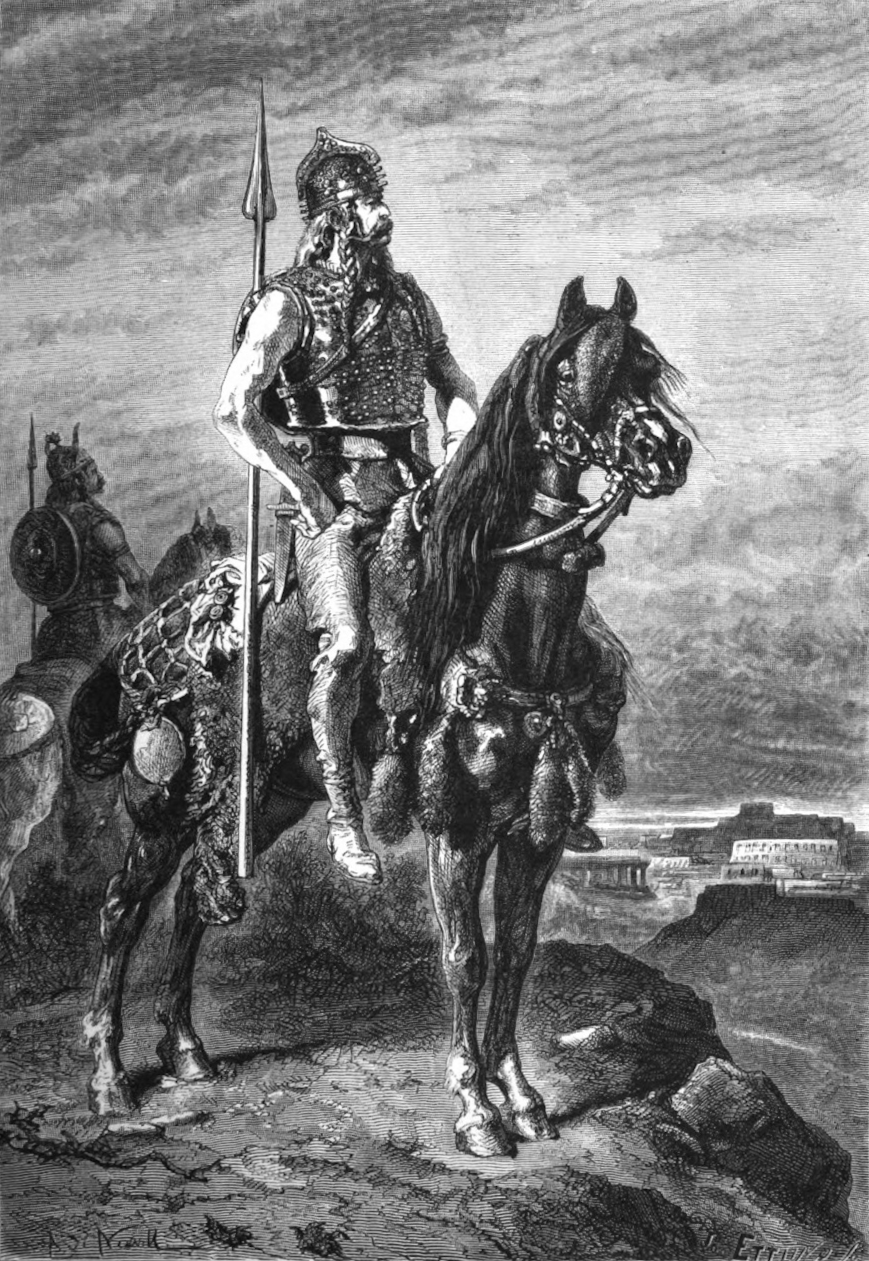
カエサルのガリア戦記の逸話
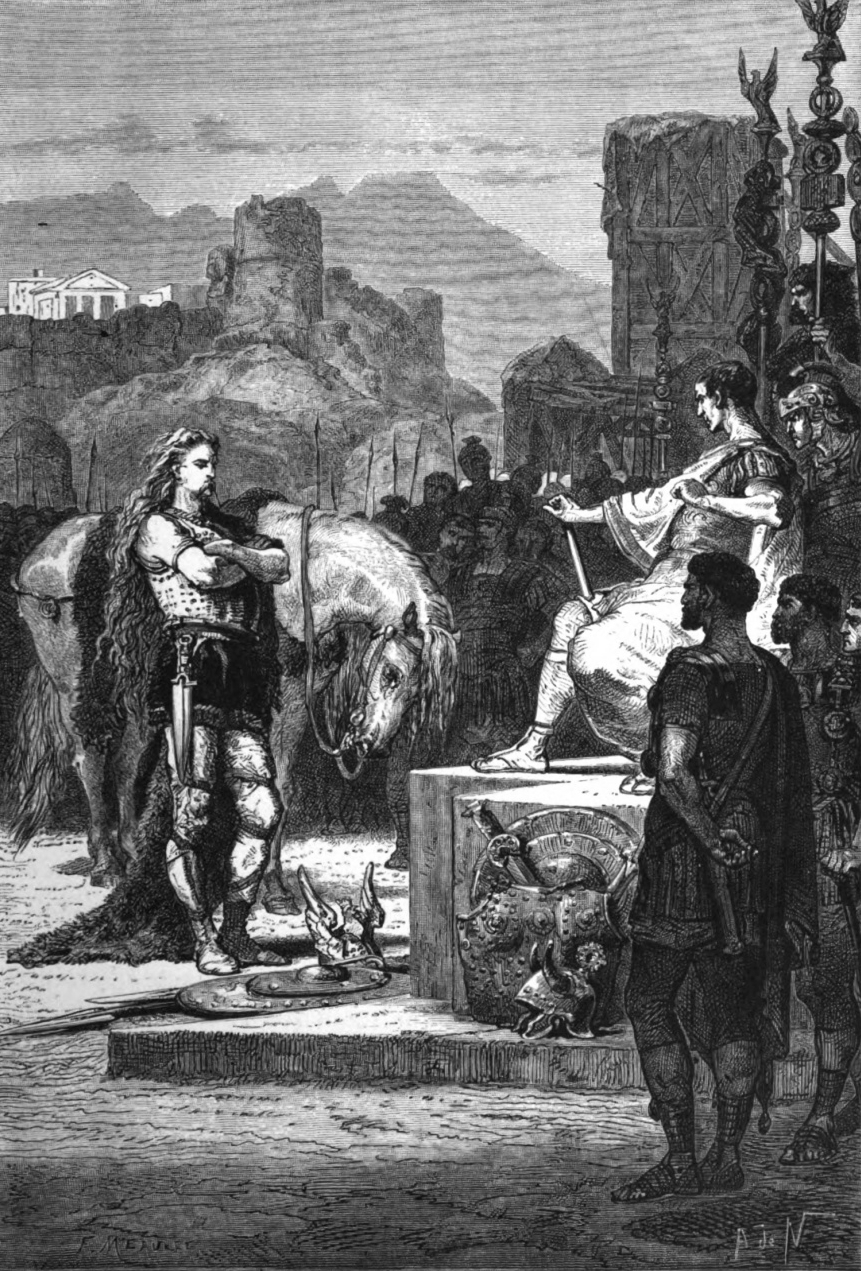
カエサルに降伏するウェルキンゲトリクス (ガリア戦記より)
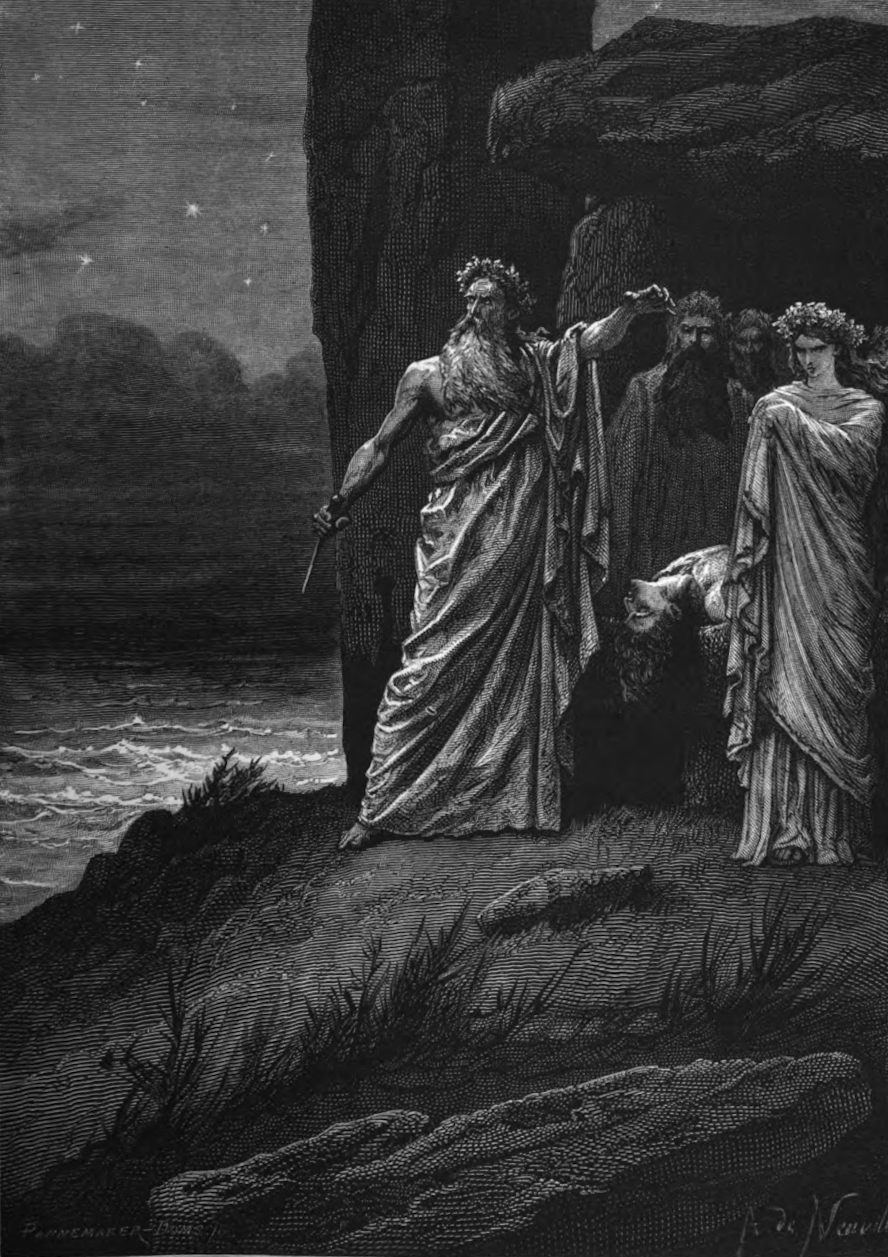
最後のドルイド
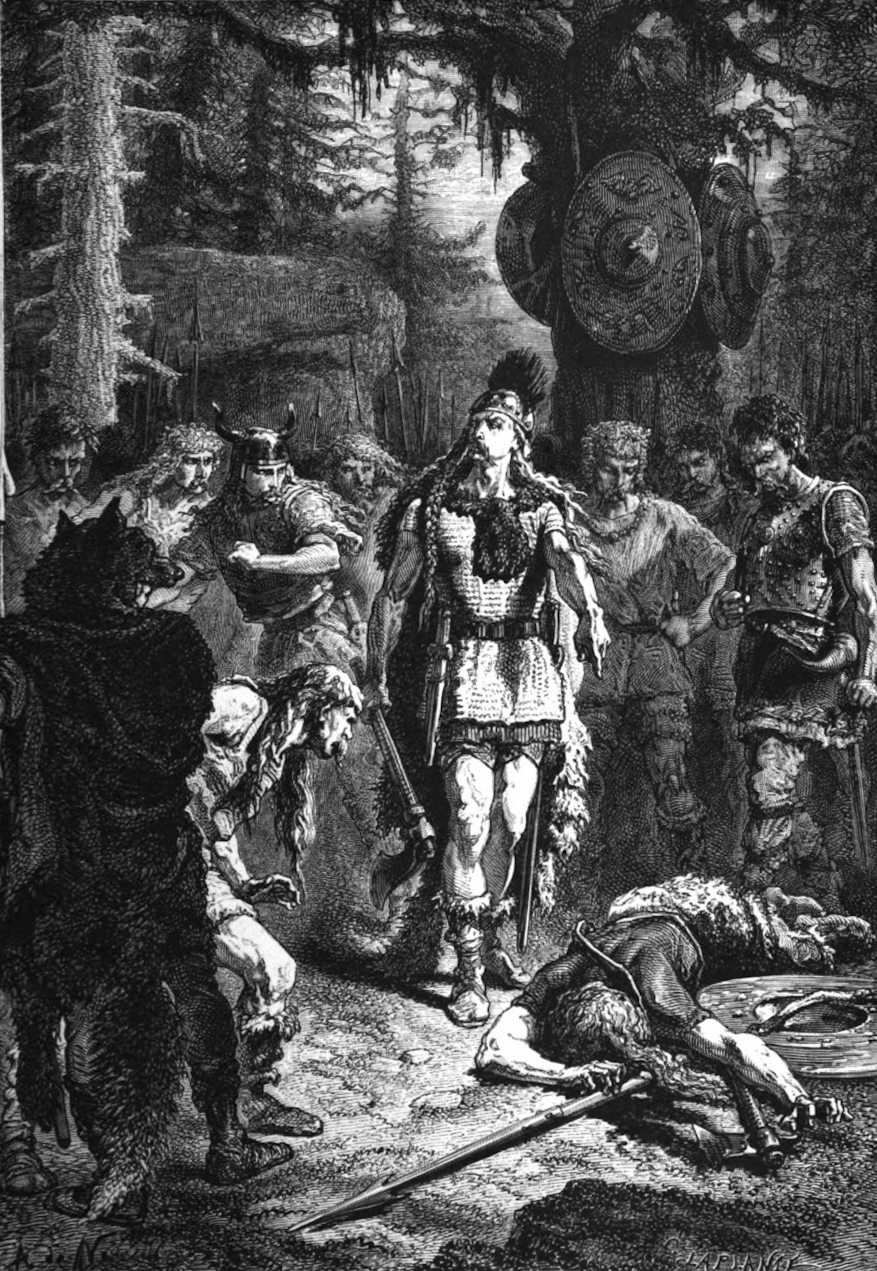
クローヴィス1世とソワソンの花瓶の逸話
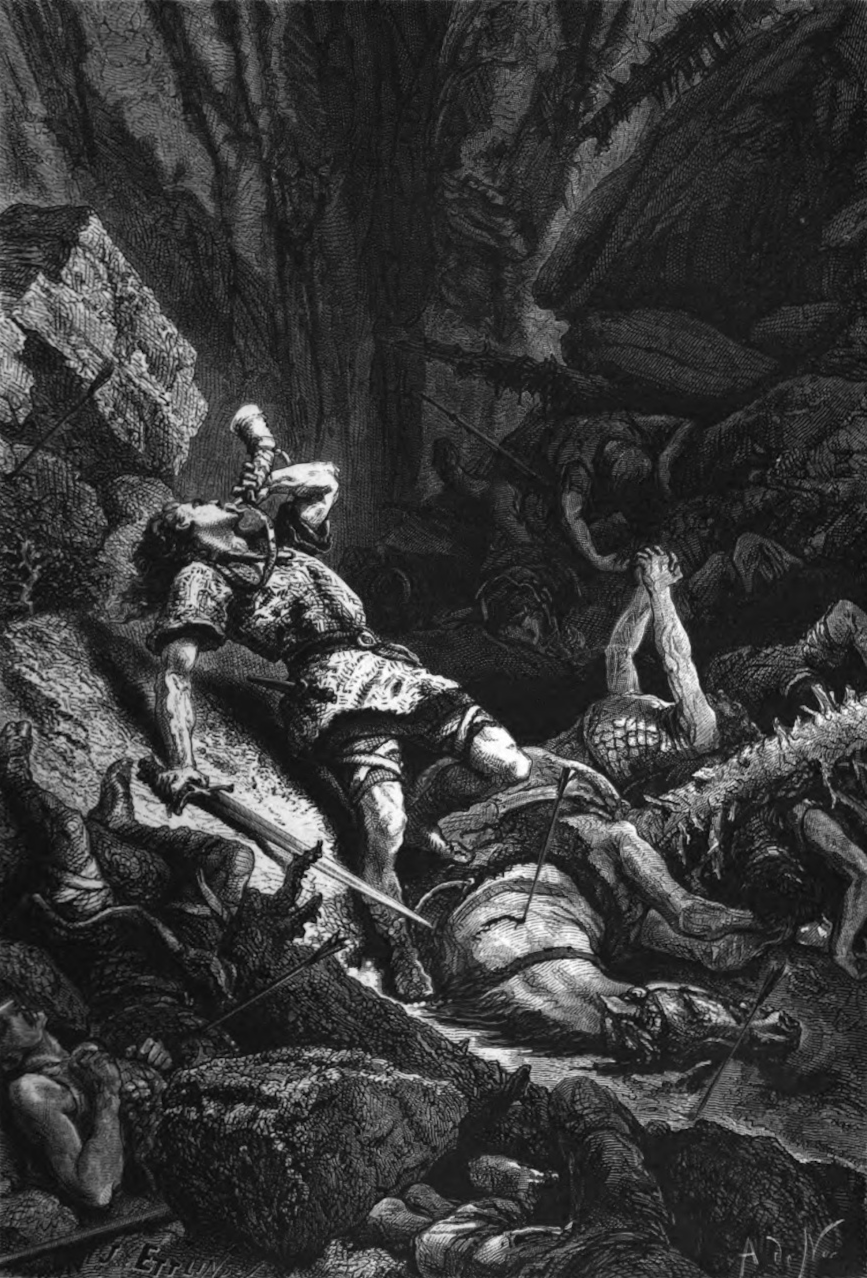
ロンスヴォーの戦いでのローランの死

## 参考文献

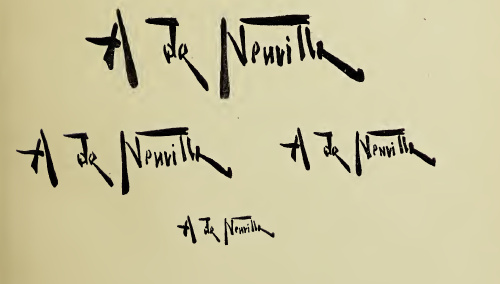
各種のサイン